# Trechus varendorffi
Trechus varendorffi is een keversoort uit de familie van de loopkevers (Carabidae). De wetenschappelijke naam van de soort is voor het eerst geldig gepubliceerd in 1903 door Sainte-Claire Deville.